# Supertramp (album)
Supertramp je debutové a eponymní studiové album anglické progresivní rockové skupiny Supertramp, které bylo vydané v červenci roku 1970.

## Seznam skladeb
Všechny skladby napsali Rick Davies/Roger Hodgson, všechny texta napsal Richard Palmer.

### Strana 1
1. "Surely" – 0:31
2. "It's a Long Road" – 5:33
3. "Aubade"/"And I Am Not Like Other Birds of Prey" – 5:17
4. "Words Unspoken" – 3:59
5. "Maybe I'm a Beggar" – 6:44
6. "Home Again" – 1:15

### Strana 2
1. "Nothing to Show" – 4:53
2. "Shadow Song" – 4:23
3. "Try Again" – 12:02
4. "Surely (reprise)" – 3:08

## Sestava
- Richard Davies – varhany, harmonika, piáno, zpěv
- Roger Hodgson – akustická kytara, baskytara, violoncello, flageolet, zpěv
- Bob Millar – bicí, perkuse, harmonika
- Richard Palmer – akustická kytara, balalajka, elektrická kytara, zpěv